# Evian Thonon Gaillard FC
Evian Thonon Gaillard FC (wym. [evjɑ̃ tɔnɔ̃ ɡajaʁ]) – francuski klub piłkarski, z siedzibą w  Thonon-les-Bains. Klub  występuje w Régional 1, a swe mecze rozgrywa na Parc des Sports w Annecy o pojemności 12 243 miejsc.

## Historia
Klub został założony w 2003 roku w Gaillard z połączenia dwóch klubów FC Gaillard i FC Ville-la-Grand. Pierwotnie nosił nazwę Football Croix-de-Savoie 74.  W 2003 roku właścicielem trzecioligowego wówczas klubu został Franck Riboud, szef grupy Danone. Klub zmienił nazwę na Evian. Oprócz Ribouda, akcjonariuszami klubu zostali m.in. mistrzowie świata w piłce nożnej z 1998 roku – Zinédine Zidane, Bixente Lizarazu i Alain Boghossian.
Evian swoje mecze rozgrywał na Stade Joseph-Moynat, lecz obiekt ten nie spełniał wymogów Ligue 2, stąd od sezonu 2010/2011 klub mecze jako gospodarz rozgrywa na Parc des Sports w pobliskim Annecy. Pierwotnie rozważano także grę w Genewie.
20 maja 2011 roku pokonując 2:1 w spotkaniu wyjazdowym Stade de Reims zapewnił sobie awans do najwyższej klasy rozgrywkowej. W 2016 roku klub upadł. Nie dostał licencji na 3.ligę i wycofał się z rozgrywek 4.ligi (CFA). W jego miejsce powstał nowy klub Evian de Savoie. Thonon Evian FC, pod taką nazwą obecnie gra w Division d'Honneur, 6.poziom rozgrywkowy. Zaczynał od 7.ligi.

## Sukcesy
- Mistrz Ligue 2: 2011
- Mistrz National: 2010
- Mistrz CFA: 2008

## Skład w sezonie 2014/15
Stan na: 1 września 2014 r.
| Nr | Poz. | Piłkarz                                          |
| -- | ---- | ------------------------------------------------ |
| 1  | BR   | Johann Durand                                    |
| 2  | OB   | Kassim Abdallah                                  |
| 5  | PO   | Miloš Ninković                                   |
| 6  | PO   | Djakaridja Koné                                  |
| 7  | PO   | Adrien Thomasson                                 |
| 8  | PO   | Yeltsin Tejeda                                   |
| 9  | NA   | Nicolás Blandi (wypożyczony z San Lorenzo)       |
| 11 | PO   | Fabien Camus (wypożyczony z KRC Genk)            |
| 12 | NA   | David Ramírez (wypożyczony z Deportivo Saprissa) |
| 13 | OB   | Dany Nounkeu (wypożyczony z Galatasaray SK)      |
| 14 | PO   | Cédric Barbosa                                   |
| 15 | NA   | Mathieu Duhamel (wypożyczony z SM Caen)          |
| 17 | OB   | Aldo Angoula                                     |
| 18 | PO   | Daniel Wass                                      |

| Nr | Poz. | Piłkarz                                             |
| -- | ---- | --------------------------------------------------- |
| 19 | OB   | Youssouf Sabaly (wypożyczony z Paris Saint-Germain) |
| 20 | NA   | Modou Sougou (wypożyczony z Olympique Marsylia)     |
| 21 | OB   | Cédric Mongongu                                     |
| 22 | OB   | Cédric Cambon                                       |
| 23 | NA   | Nicki Bille Nielsen                                 |
| 24 | PO   | Olivier Sorlin ()                                   |
| 25 | OB   | Jonathan Mensah                                     |
| 26 | OB   | Jesper Juelsgård                                    |
| 27 | NA   | Clarck N'Sikulu                                     |
| 28 | PO   | Nadjib Baouia                                       |
| 29 | NA   | Zakariya Abarouai                                   |
| 30 | BR   | Jesper Hansen                                       |
| 40 | BR   | Benjamin Leroy                                      |

### Piłkarze na wypożyczeniu
| Nr | Poz. | Piłkarz                                           |
| -- | ---- | ------------------------------------------------- |
| -- | PO   | Nicolas Benezet (w SM Caen do czerwca 2015)       |
| -- | PO   | Dan Nistor (w Pandurii Târgu Jiu do czerwca 2015) |
| -- | NA   | Gianni Bruno (w FC Lorient do czerwca 2015)       |

## Transfery 2014/2015

### Przybyli
| Piłkarz             | Narodowość | Pozycja   | Transfer       | Kwota €   | Poprzedni klub           | Kraj      |
| ------------------- | ---------- | --------- | -------------- | --------- | ------------------------ | --------- |
| Adrien Thomasson    | Francja    | Napastnik | zwrot pożyczki | -         | Vannes OC                | Francja   |
| Yeltsin Tejeda      | Kostaryka  | pomocnik  | Transfer       | 0.5 mln € | Deportivo Saprissa       | Kostaryka |
| Gianni Bruno        | Belgia     | Napastnik | Transfer       | ? €       | Lille OSC                | Francja   |
| Fabien Camus        | Tunezja    | pomocnik  | wypożyczeniu   | -         | KRC Genk                 | Belgia    |
| Youssouf Sabaly     | Francja    | Obrońca   | wypożyczeniu   | -         | Paris Saint-Germain      | Francja   |
| Benjamin Leroy      | Francja    | Bramkarz  | Transfer       | 0.250 €   | Tours FC                 | Francja   |
| Nicki Bille Nielsen | Dania      | pomocnik  | Transfer       | ? €       | Rosenborg BK             | Norwegia  |
| Jesper Juelsgård    | Dania      | Obrońca   | Transfer       | ? mln €   | FC Midtjylland           | Dania     |
| Nicolás Blandi      | Argentyna  | Napastnik | wypożyczeniu   | -         | San Lorenzo              | Argentyna |
| Mathieu Duhamel     | Francja    | Napastnik | wypożyczeniu   | -         | SM Caen                  | Francja   |
| David Ramírez       | Kostaryka  | Napastnik | wypożyczeniu   | -         | Deportivo Saprissa       | Kostaryka |
| Modou Sougou        | Senegal    | Napastnik | wypożyczeniu   | -         | Olympique Marsylia       | Francja   |
| Dany Nounkeu        | Kamerun    | Obrońca   | wypożyczeniu   | -         | Galatasaray SK           | Turcja    |
| Miloš Ninković      | Serbia     | pomocnik  | Wolny transfer | 0 €       | FK Crvena zvezda Belgrad | Serbia    |
| Gaël Givet          | Francja    | Obrońca   | Wolny transfer | 0 €       | AC Arles-Avignon         | Francja   |
| Gilles Sunu         | Francja    | pomocnik  | Wolny transfer | 0 €       | FC Lorient               | Francja   |

### Odeszli
| Piłkarz           | Narodowość               | Pozycja   | Transfer       | Kwota € | Nowy klub           | Kraj      |
| ----------------- | ------------------------ | --------- | -------------- | ------- | ------------------- | --------- |
| Facundo Bertoglio | Argentyna                | pomocnik  | zwrot pożyczki | -       | Dynamo Kijów        | Ukraina   |
| Marco Ruben       | Argentyna                | Napastnik | zwrot pożyczki | -       | Dynamo Kijów        | Ukraina   |
| Ilan Boccara      | Holandia                 | pomocnik  | zwrot pożyczki | -       | AFC Ajax            | Holandia  |
| Modou Sougou      | Senegal                  | pomocnik  | zwrot pożyczki | -       | Olympique Marsylia  | Francja   |
| Youssouf Sabaly   | Francja                  | Obrońca   | zwrot pożyczki | -       | Paris Saint-Germain | Francja   |
| Maxime Blanc      | Francja                  | pomocnik  | Wolny transfer | 0 €     | AC Arles-Avignon    | Francja   |
| Eric Tié Bi       | Wybrzeże Kości Słoniowej | Obrońca   | Wolny transfer | 0 €     | Asteras Tripolis    | Grecja    |
| Kévin Bérigaud    | Francja                  | Napastnik | Transfer       | 3 mln € | Montpellier HSC     | Francja   |
| Fabrice Ehret     | Francja                  | pomocnik  | Wolny transfer | 0 €     | AS Nancy            | Francja   |
| Tulio de Melo     | Brazylia                 | Napastnik | Wolny transfer | 0 €     | Real Valladolid     | Hiszpania |
| Gaël Givet        | Francja                  | Obrońca   | Wolny transfer | 0 €     | AC Arles-Avignon    | Francja   |
| Dan Nistor        | Rumunia                  | pomocnik  | wypożyczeniu   | -       | Pandurii Târgu Jiu  | Rumunia   |
| Nicolas Benezet   | Francja                  | pomocnik  | wypożyczeniu   | -       | SM Caen             | Francja   |
| Gianni Bruno      | Belgia                   | Napastnik | wypożyczeniu   | -       | FC Lorient          | Francja   |
| Bertrand Laquait  | Francja                  | Bramkarz  | Wolny transfer | 0 €     | FC Valenciennes     | Francja   |